# Droll

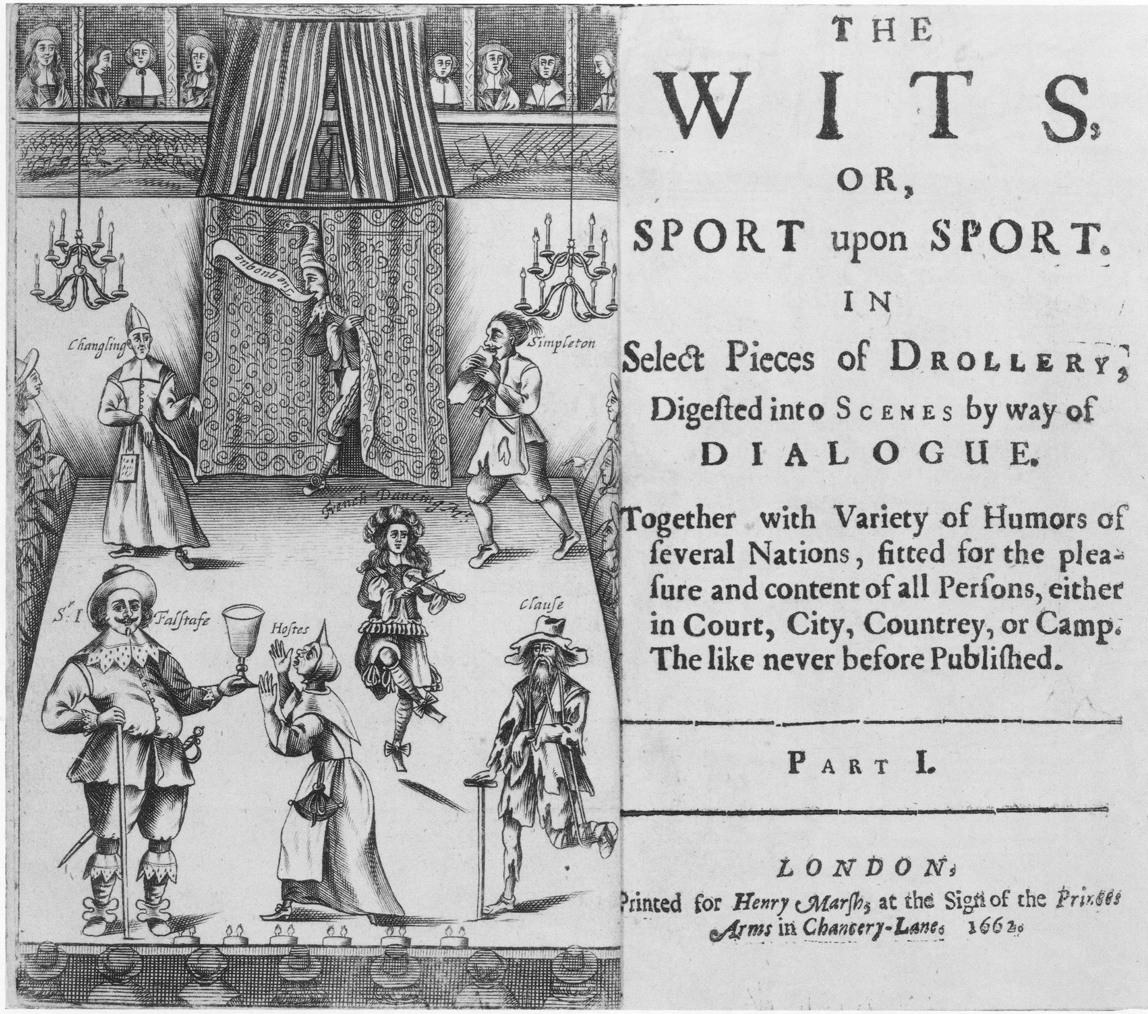
Frontispice de The Wits or Sport upon Sport (Londres, 1662). Attribué à Francis Kirkman.

Un droll (du français « drôle ») est un court sketch comique, dont le genre est apparu durant l'Interrègne puritain en Angleterre. Ce terme désigne également l'acteur participant à ce spectacle.
Lors de la fermeture des théâtres en 1642, les acteurs n'avaient plus la possibilité d'exercer leur métier. Ils empruntèrent alors des scènes bien connues du théâtre élisabéthain, y ajoutèrent de la danse ou d'autres divertissements, et les présentèrent en spectacle, parfois illégalement, afin de gagner de l'argent. Le choix des emprunts étaient faits en fonction de la popularité de la pièce d'origine et des possibilités de jeux de scène comiques et de plaisanteries.
The Wits, or Sport Upon Sport de Francis Kirkman (1662) est une collection de vingt-sept drolls. Trois sont tirés de Shakespeare : Nick Bottom, le tisserand transformé en âne dans Le Songe d'une nuit d'été, l'épisode des fossoyeurs dans Hamlet (acte V scène 1), et une série de scènes où figure Falstaff, appelé « le chevalier bondissant ». Un droll caractéristique présente une intrigue secondaire de The Dutch Courtesan de John Marston, qui regroupe toutes les scènes dans lesquelles un négociant en vins glouton est dupé et détroussé par un galant déséquilibré. 
Un peu moins de la moitié des drolls du livre de Kirkman sont tirés des œuvres de Beaumont et Fletcher. Parmi les drolls adaptés de ces auteurs, on trouve Forc'd Valour, inspiré du titre de la pièce The Humorous Lieutenant, The Stallion de la scène du lupanar dans The Custom of the Country, et les sarcasmes de Pharamond dans Philaster.  L'importance de Beaumont et Fletcher dans cette collection reflète leur prééminence sur la scène du début de la Restauration. L'extrait de Beggar's Bush, connu sous le nom de The Lame Commonwealth, comporte des dialogues supplémentaires, suggérant fortement que ce droll a été fait à partir d'un texte de représentation. Le personnage de Clause, le roi des mendiants dans cet extrait, réapparait dans d'autres œuvres, comme les mémoires de Bampfylde Moore Carew, le roi auto-proclamé des mendiants.
L'acteur Robert Cox était peut-être l'acteur de droll le plus connu.